# Cattedrale del Sacro Cuore (Port Vila)
La cattedrale del Sacro Cuore (in francese: Cathédrale du Sacré-Coeur) è la cattedrale cattolica e sede del vescovo della diocesi di Port-Vila. La cattedrale, realizzata in stile moderno, si trova in Rue Bougainville, nella città di Port Vila, isola di Éfaté, Vanuatu.

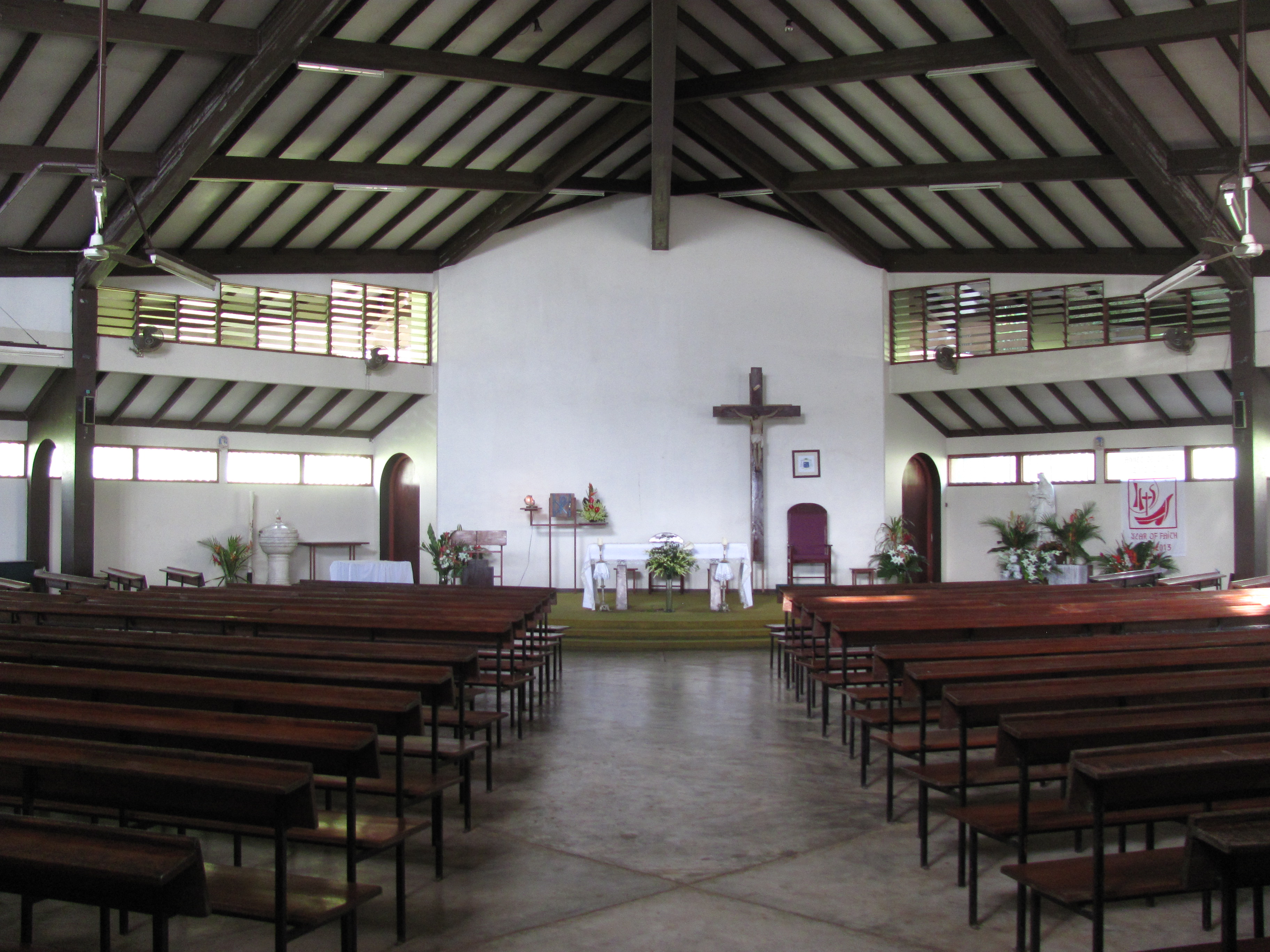
Interno